# Valentin Jost
Valentin Jost (* 16. Februar 1920 in Nied, heute zu Frankfurt am Main; † 17. Mai 2007 in Hofheim am Taunus) war ein deutscher Jurist, Politiker (SPD) und Landrat des Main-Taunus-Kreises in Hessen.

## Ausbildung und Beruf
Valentin Jost, Sohn von Karoline Jost, geborene Schmelz, und dem Bundesbahnbeamten Fritz Jost, legte 1938 das Abitur ab und leistete bis Mai 1945 Kriegsdienst. Nach dem Krieg studierte er Rechtswissenschaften in Frankfurt am Main und legte 1949 die erste und 1952 die zweite Staatsprüfung ab. 1952 arbeitete er als Anwaltsassessor in Frankfurt und wechselte 1953 in den Staatsdienst im hessischen Innenministerium. Im Jahr 1954 wurde er mit der Doktorarbeit Die kommunalen Sparkassen im Verhältnis zur Staatsaufsicht zum Dr. jur. promoviert. 1954 wurde er Regierungsrat und 1959 Regierungsdirektor.
Ab 1966 war er Landrat. Er erhielt verschiedene Aufsichtsratsmandate. Nach seinem Ausscheiden als Landrat wechselte er 1979 als Geschäftsführer zu der landeseigenen Hessischen Landesbahn GmbH und wurde gleichzeitig Vorstand bei deren Tochtergesellschaften Frankfurt-Königsteiner Eisenbahn, Butzbach-Licher Eisenbahn und Kassel-Naumburger Eisenbahn. Diese Aufgaben nahm er bis zu seinem Ruhestand 1990 wahr.
Valentin Jost war seit 1955 mit Balda Jost, geborene Würz, verheiratet, arbeitete in Frankfurt-Höchst, lebte in Hofheim am Taunus und hatte zwei Söhne und eine Tochter.

## Politik
Jost gehörte der SPD an und war von 1966 bis 1978 Landrat des Main-Taunus-Kreises. Seine Amtszeit war durch die Gebietsreform in Hessen geprägt. Im Rahmen dieser Reform blieb der Main-Taunus-Kreis zwar erhalten, es gab jedoch eine Vielzahl von Änderungen bei der Zuordnung von Gemeinden zum Kreis.

## Weitere Ämter
Jost war langjähriger Kreisvorsitzender des Roten Kreuzes.

## Ehrungen
Valentin Jost war Träger des Bundesverdienstkreuzes I. Klasse.

## Veröffentlichungen (Auswahl)
- Die Hundesteuer. Boorberg, Stuttgart 1957.
- Gesetz über die Vergnügungssteuer. [Kommentar] Dt. Fachschriften-Verl., Mainz-Kastel/ Mainz-Gonsenheim 1956.
- Das hessische Verwaltungsgebührengesetz. Boorberg, Stuttgart 1955.
- Die kommunalen Sparkassen im Verhältnis zur Staatsaufsicht. o. O. 1954.
- Der Landeswohlfahrtsverband Hessen. 1964.
- als Hrsg.: Main-Taunus-Almanach ’77. Frankfurt-Höchst 1977 (Beispiel für andere Jahre).